# ایوان مسجد جامع ازغند
ایوان مسجد جامع ازغند؛ نام ایوان مسجدی تاریخی مربوط به دورهٔ تیموری است و در شهرستان مه‌ولات، غرب روستای ازغند واقع شده و این اثر در تاریخ ۲۴ اسفند ۱۳۸۴ با شمارهٔ ثبت ۱۵۲۶۶ به‌عنوان یکی از آثار ملی ایران به ثبت رسیده‌است.